# 자천초등학교 보현분교
자천초등학교 보현분교는 대한민국 경상북도 영천시 자양면 보현리에 있는 공립 초등학교이다.

## 학교 연혁
- 1935년 6월 9일: 자천공립보통학교 부설 보현간이학교 개교(설립인가 5월 16일)
- 1936년 7월 8일: 자양공립보통학교 부설 보현간이학교로 개편
- 1944년 4월 10일: 보현공립국민학교로 개편
- 1985년 9월 1일: 병설유치원 개원
- 1996년 3월 1일: 보현초등학교 개명
- 1998년 2월 20일: 제49회 졸업(총 1913명)
- 1998년 3월 1일: 자천초등학교 분교장으로 편입

## 참고 자료
- 자천초등학교보현분교장 - 한국교육학술정보원 학교알리미